# 前橋市立第七中学校
前橋市立第七中学校（まえばししりつ だいななちゅうがっこう）は、群馬県前橋市宮地町にある公立中学校。平成19年度終業式より、新校舎になった。前橋市内の中学校で最も南に位置する。

## 所在地
- 群馬県前橋市宮地町260番地1

## 教育理念
「自己実現を目指す生徒の育成」 

## 沿革
- 1962年（昭和37年） - 開校[1]。

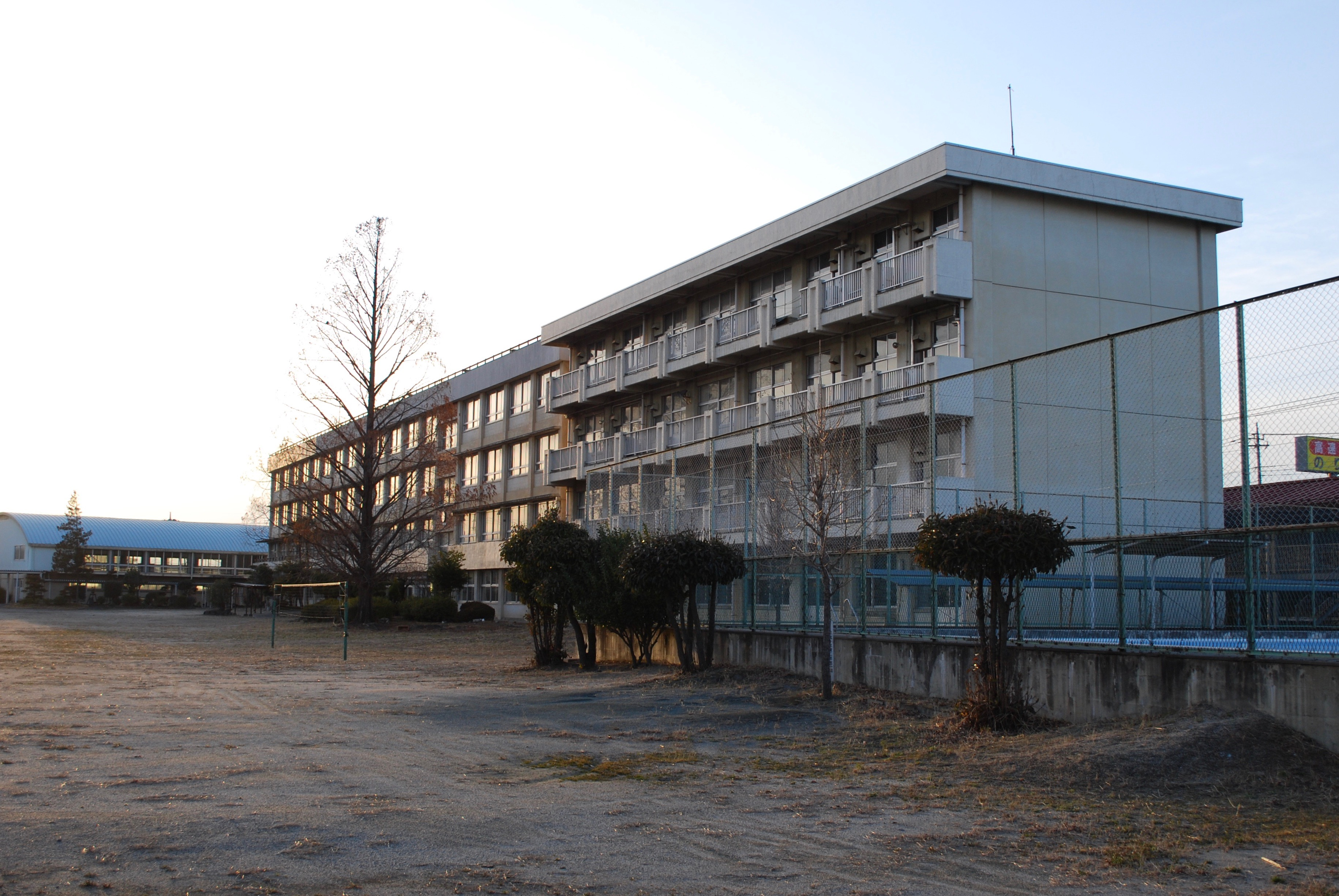
群馬県道高崎駒形線沿いにあった頃の前橋市立第七中学校の建物（移転、取り壊し済）
2009年3月7日撮影

- 1978年（昭和53年） - 春日中学校区（朝倉町、上佐鳥町、橳島町、後閑町の一部、広瀬町の一部）の生徒が分離[1]。
- 1982年（昭和57年） - 広瀬中学校区（後閑町の一部、西善町の一部、広瀬町の一部）の生徒が分離[1]。
- 1996年（平成8年） - 移転先用地にグラウンドが完成[1]。
- 2008年（平成20年） - 新校舎、体育館、プールが完成し宮地町260番地1へ移転する[1]。

## 学区
- 下佐鳥町[2]
- 宮地町
- 公田町
- 横手町
- 亀里町
- 鶴光路町
- 新堀町
- 下阿内町
- 力丸町
- 徳丸町
- 房丸町
- 山王町
- 山王町一丁目、二丁目
- 西善町の一部
- 中内町
- 東善町
- 下川町
- 駒形町の一部

## 周辺主要施設
- JA全農ぐんま本部
- 前橋みなみモール

## 著名な卒業生
- 佐田聡太郎 - 元プロサッカー選手
- 細貝萌 - プロサッカー選手（元日本代表）
- 萩原麻由子 - 自転車ロードレース選手